# ادنباخ
ادنباخ (به آلمانی: Adenbach) یک شهر در آلمان است.

## خصوصیات
ادنباخ ۲٫۹۴ کیلومترمربع مساحت دارد ۱۸۰ متر بالاتر از سطح دریا واقع شده‌است.